# Urgentni centar (američka TV serija, 10. sezona)
Deseta sezona serije Urgentni centar je emitovana od 25. septembra 2003. do 13. maja 2004. godine na kanalu NBC i broji 22 epizode.

## Opis
Parminder Nagra, koja se epizodno pojavila u epizodi "Šta sad?", je unapređena u glavnu postavu u epizodi "Draga Ebi". Linda Kardelini se pridružila glavnoj postavi u epizodi "Iz Afrike". Pol Mekrejn ja napustio glavnu postavu nakon epizode "Slobodan pad". Šarif Atkins je napustio glavnu postavu nakon epizode "Gde ima dima".

## Uloge

### Glavne
- Noa Vajl kao Džon Karter
- Lora Ins kao Keri Viver
- Meki Fajfer kao Gregori Prat
- Aleks Kingston kao Elizabet Kordej
- Goran Višnjić kao Luka Kovač
- Mora Tirni kao Ebigejl Lokhart
- Šeri Stringfild kao Suzan Luis
- Ming-Na kao Džing-Mej Čen
- Šarif Atkins kao Majkl Galant (Epizode 1-18)
- Parminder Nagra kao Nila Razgotra (Epizode 3-22)
- Linda Kardelini kao Samanta Tagart (Epizode 5-22)
- Pol Mekrejn kao Robert Romano (Epizode 1-8)

### Epizodne
- Parminder Nagra kao Nila Razgotra (Epizoda 1)
- Skot Grajms kao Arčibald Moris (Epizode 3-5, 7-8, 11, 14-16, 19-21)

## Epizode
| Br. u seriji | Br. u sezoni | Naslov              | Reditelj             | Scenarista     | Premijerno emitovanje |
| --- | ------------ | ------------------- | -------------------- | -------------- | --------------------- |
| 202 | 1            | "Šta sad?"          | Džonatan Kaplan      | Džon Vels      | 25. septembar 2003    |
| Urgentni centar podpada pod prošireno renoviranje. Karter se vraća iz Afrike i pronalazi naprijateljsku Ebi i njih dvoje razmenjuju nekoliko nesrećnih i gorkih reči. Nova studentkinja medicine Nila Razgotra stvara gužvu kad ona neočekivano pomogne bolesniku i razbesni Čenovu kad je Prat muva. Romano dobija novi izgled nakon odstranjivanja ruke. Kad Nila obavesti urgentni centar o Lukinoj navodnoj smrti u Africi, Karter se vraća u Afriku u nadi da će naći Lukino telo. Prva pojava Nile Razgotre.                            |              |                     |                      |                |                       |
| 203 | 2            | "Gubitak"           | Kristofer Čulak      | Džon Vels      | 2. oktobar 2003       |
| Karter se vraća u Kongo u potrazi za Lukinim telom i susreće se sa nekim saradnicima. Kovačeva priča u Kongu nakon Karterovog odlaska je ispričana kroz bljeskove iz prošlosti je da se borio protiv malarije dok je radio na evakuaciji i da su ga zarobili pobunjenici koji su pobili nekoliko zapadnjaka i nekoliko nezavisnih državljana Konga. Karter, ipak, otkriva da su pobunjenici pomešali Kovača sa sveštenikom i da su ga ostavili, pa sređuje Kovečv povratak u Čikago dok on dobrovoljno ostaje.                                |              |                     |                      |                |                       |
| 204 | 3            | "Draga Ebi"         | Kristofer Čulak      | R. Skot Džemil | 9. oktobar 2003       |
| Ebin demorališući dan postaje još gori kad dobije posebno "Dragi Džon" pismo od Kartera iz Konga dok njene bolničarke prete odlaskom, a njena mišnjena su zanemarena. Romanovo ponašanje postaje gadnije kad mu je stavljena kuka umesto ruke. Prat nelako upoznaje staromodne roditelje Čenove na večeri koja ispada poslednja u njihovoj vezi. Dodatno, tri nova studenta druge godine se pridružuju osoblju - među kojima je i sklon pravljenju glupih grešaka Arčibald Moris i samonazvani dr. "Kavez". Prva pojava Arčibalda Morisa.     |              |                     |                      |                |                       |
| 205 | 4            | "Smene se dešavaju" | Džuli Hebert         | Di Džonson     | 23. oktobar 2003      |
| Prat i Viverova se nalaze na pogrešnoj strani dve odluke tokom velike noćne smene u kojoj Ebi tajno traži sredstva da se vrati na medicinski fakultet što dovodi do smrznutog susreta sa njenim bivšim suprugom. Nila prima devojčicu koja stiže sa voljenom bakom čije je stanje "Ne oživljavati". Kordejeva se napalila na dr. Dorseta. |              |                     |                      |                |                       |
| 206 | 5            | "Iz Afrike"         | Džonatan Kaplan      | Dejvid Zabel   | 30. oktobar 2003      |
| Kovačev prvi dan po povratku u urgentni centar je prezauzet. Luisova se plaši za poremećenog arhitektu Bena Holandera čiji degenerativni vid ga čini utučenim. Duhovna nova bolničarka Samanta "Sem" Tagart zamenjuje Ebi - koja se vratila na medicinski fakultet, ali takođe nastavlja da radi kao bolničarka da bi platila troškove. Moris je ostao pretrpan u haosu i strašnim uslovima života u urgentnom centru. Prva pojava Samante Tagart.                                                                                            |              |                     |                      |                |                       |
| 207 | 6            | Veće dobro          | Ričard Torp          | R. Skot Džemil | 6. novembar 2003      |
| Prat i Kovač se svađaju oko žene sklone pobačajaju koja hoće da rodi pre vremena bebu, a Kovač traži zaustavljanje nemarnog lečenja u urgentnom centru. Luisova odlazi sa dužnosti da bi pomogla Benu Holanderu da se suoči sa vidom koji mu otkazuje, a Kavez izvodi romantičnu predstavu za Čenovu. |              |                     |                      |                |                       |
| 208 | 7            | Smrt i porez        | Feliks Enrika Alkala | Di Džonson     | 13. novembar 2003     |
| Prezauzetost Luisove preti da je spreči da ode na važan sastanak sa Holanderom koji donosi kritičnu odluku na svoju ruku. Kovač i Kordejeva se svađaju oko lečenja bolesnika sa sumnjivim naznakama, a Semin sin provodi dan u uregntnom centru. U međuvremenu, Galant mora da se kocka sa rizičnim bolničkim prenosom da bi pomogao mladom bolesniku koji boluje od septičkog raka. Romano obaveštava Prata da je spreman da mu uništi karijeru čim dobije dovoljno podataka za to, a Čenova dobija loše vesti iz Kine o svojim roditeljima. |              |                     |                      |                |                       |
| 209 | 8            | Slobodan pad        | Kristofer Čulak      | DŽo Saks       | 20. novembar 2003     |
| Zbog tragedije na Dan zahvalnosti u urgentnom centru, zaposleni Opšte žure da pomognu preživelima, a Luisova se plaši najgoreg kod jedne moguće žrtve. Negde drugde, Romano daje otkaz drskom Pratu i hvata Morisa sa kanabisom. Takođe, Kovač uživa na večeri za Dan zahvalnosti sa Sem i njenim sinom Aleksom. Poslednja stalna pojava Roberta Romana. |              |                     |                      |                |                       |
| 210 | 9            | Nestali             | Džonatan Kaplan      | Dejvid Zabel   | 4. decembar 2003      |
| Dve različite kulture se sudaraju kad Nila zapreti dvoma pubertetlijama koji su učestvovali u saobraćajnoj nesreći. Kordejeva je jedina osoba koja je u žalosti zbog Romana. Negde drugde, Sem se svađa sa simpatičnim Kovačem kad on obrati previše pažnje na njenog problematičnog sina Aleksa, a Ebi je zapala 5-ogodišnjakinja u nesvesti čije roditelje ne može da nađe. |              |                     |                      |                |                       |
| 211 | 10           | Makemba             | Kristofer Čulak      | Džon Vels      | 11. decembar 2003     |
| Na Badnje veče promrzli zaposleni urgentnog centra daju sve od sebe da najbolje provedu praznik dok krstaš Karter radi to isto pola sveta dalje dok su njegovo prijateljstvo i veza sa Makembom, anglo-kongoškoj radnici sa sidom, otkriveni. |              |                     |                      |                |                       |
| 212 | 11           | Dodirni i idi       | Ričard Torp          | Mark Moroko    | 8. januar 2004        |
| Karter se vraća iz Afrike pun iznenađenja i nove ljubavi Makembe ("Kem"). Prat slučajno lomi bolesniku vrat dok radi ucevljenje bez nadgledanja. Niko od bolničara ne može kući dok se ne pronađe nestali valijum. Luka razmišlja o svojim planovima za budućnost - Čikago ili Kongo. |              |                     |                      |                |                       |
| 213 | 12           | NIN                 | Lora Ins             | Lisa Zverling  | 15. januar 2004       |
| Nila i Ebi se suočavaju sa svojom najtežom promenom ikada nakon što su dodeljene Neonatalnoj intenzivnoj nezi gde Viverovoj i Sendi treba pomoć oko njihovog novorođenog sina Henrija. Slučaj vrlo bolesnog deteta proverava dušu svakog lekara. Ebi ide dobro dok se Nila bori, ali obe odlučuju da ne idu na neonatologiju. |              |                     |                      |                |                       |
| 214 | 13           | Uhvati Kartera      | Lesli Linka Glater   | R. Skot Džemil | 5. februar 2004       |
| Karterova devojka Kem staje nekolicini na žulj dok provodi dan u posmatranju Opšte na delu. Prat je imao tešku noć i proverava svoje sposobnosti dok leči nekoliko bolesnika. Galant ide sa ambulantnim kolima i zamalo biva upucan u toku uličnog nasilja gde se sprijateljava sa jednim preplašenim dečakom. Luisova odbija unapređenje zbog jedne skore promene u njenom životnom stilu. |              |                     |                      |                |                       |
| 215 | 14           | Impulsna kontrola   | Džonatan Kaplan      | Jenlin Čeng    | 12. februar 2004      |
| Život i smrt preuzimaju sve veći profil kad samohrana majka Sem leči zlostavljanu trudnicu pubertetlijku kao i majku koja vidi kako joj se porodica topi nakon saobraćajne nesreće. Karter pokazuje Kem grad i predlaže joj da se usele u kuću koju je kupio za njih. A Kovač prima seksi kasno-noćnu posetu od Sem. |              |                     |                      |                |                       |
| 216 | 15           | Krvne veze          | Nelson Mekormik      | Di Džonson     | 19. februar 2004      |
| Nila se suočava sa strašnom klaustrofobijom dok je bila zarobljena u barokomori sa bebom koja je patila od trovanja ugljen-monoksidom. U međuvremenu, Čenova se vraća iz Kine sa svojim bolesnim ocem, Viverova donosi loše vesti majci o leukemiji njenog sina, a Sem trpi posledice provedene noći sa Kovačom. |              |                     |                      |                |                       |
| 217 | 16           | Oprosti i zaboravi  | Kristofer Čulak      | Brus Miler     | 26. februar 2004      |
| Sem je u nevolji kad Kovaču dođe gost iz Afrike, Ebi je besna jer se Morisu gadi bolesnik koji treba da ide na psihijatrijsko posmatranje, ali Moris plaća cenu kad bolesnik dođe da ga ubije bocom. Kordejevu šarmira saradnik hirurg dok se šalteraš Frenk Martin bori da ostane u životu nakon srčanog udara, a Nila i Prat, dva neverovatna lekara, spašavaju Frenku život. |              |                     |                      |                |                       |
| 218 | 17           | Student             | Pol Mekrejn          | Djevid Zabel   | 1. april 2004         |
| Karter urgira Nili da bude više pro-radna u urgentnom centru, a onda ona preterava u lečenju bolesnika sa povredom mozga - a saosećajni Galant pogoršava stvar dalje falsifikujući bolnički izveštaj. Kovač leči dezorijentisanog malog sina čoveka koji se plaši da nalazi ne pokažu da on nije detetov otac. Čenova se bori da nađe prikladnu negu za svog bolesnog oca. Kordejevoj nije lako da izlazi sa dva muškarca dok nastrani smara trudnu Luisovu i nekako na kraju dobija ono što je hteo.                                         |              |                     |                      |                |                       |
| 219 | 18           | Gde ima dima        | Tavna Mekirnan       | Džejsi Jang    | 8. april 2004         |
| Viverova žuri u hitnoj pomoći svojoj partnerki Sendi Lopez kad je nekoliko vatrogasaca povređeno na poslu i moraju da se bore za život. Luisova dobija trudove i biva vezana za krevet dok napetosti rastu između Galanta i Nile dok počinje istraga o sumnjivoj smrti. Kasnije, Galant otkriva Nili da će ići u Irak. Sem iznenađuje dolazak Aleksovog oca. Kordejeva otkriva da je nova šefica hirurgije. Poslednja stalna pojava Majkla Galanta.                                                                                           |              |                     |                      |                |                       |
| 220 | 19           | Samo dodir          | Ričard Torp          | R. Skot Džemil | 22. april 2004        |
| Pregled dojke odvodi Prata u vrelu vodu kad žena optuži nekog lekara za seksualno uznemiravanje. Ebi se bori kako da dobije pažnju svog svadljivog bolesnika tokom lekarske smene, a Nila proučava moždane udare u laboratoriji punoj mpametnih, ali bizarnih diplomiranih studenata. Viverova se zaklela da će da se bori za svog malog sina, a Čenova je naivici kad dovede svog bolesnog oca svojoj kući. Sem pogađa povratak njenog bivšeg - a Kovač postaje novi muškarac u Aleksovom životu.                                            |              |                     |                      |                |                       |
| 221 | 20           | Obična Ebi          | Džonatan Kaplan      | Dejvid Zabel   | 29. april 2004        |
| Viverova preduzima drastične korake kako bi sprečila roditelje Lopezove da dobiju starateljstvo nad Henrijem. Ebi je usred lekarske smene i pokušava da pomogne jednoj bolesnoj majci sa kontroverznim lečenjem od droge. Prat uređuje da Nila izbegne urgentni centar da bi radila u laboratoriji. Kovačev odnos sa Sem i njenim sinom Aleksom dobija čudan preokret kad se Aleksov otac vrati. Karter zadivljuje povratnicu Čenovu - ali najavljuje svom ocu - potres u porodičnoj zadruzi.                                                 |              |                     |                      |                |                       |
| 222 | 21           | Ponoć               | Džuli Hebert         | Džon Vels      | 6. maj 2004           |
| Karter je uzbunjen dok žuri kod svoje trudne devojke u urgentni centar kad posumnja na nevolju, ali otkriva da je dete umrlo zbog nepredviđene nesreće. Uprkos svojoj žalosti, Karter mora da pomogne Kem da se oprosti od njihovog sina koji je rođen mrtav. Kordejevu posećuje prošlost kad se ćerka dr. Grina, Rejčel, pojavi sa svojim dečkom tražeći raj - i neke tablete za jutro posle. Nila se priprema za diplomiranje dok Ebi više voli da presedi to. Semin bivši iskazuje svoje jasne namere Kovaču.                              |              |                     |                      |                |                       |
| 223 | 22           | Vožnja (1. deo)     | Džonatan Kaplan      | Di Džonson     | 13. maj 2004          |
| Strašna nesreća pravi od Kovača junaka. Nila odlazi na univerzitet "Mičigen" kako bi započela svoje stažiranje, a njeni lekarski saradnici pregledaju modrice na licu Čenove. Prat pazi mladog srčanog bolesnika Elgina. Viverova se nada da će dobiti starateljstvo nad sinom, a Sem odlazi sa Aleksom nakon što se Stiv skrasi u Čikagu. Prat isprobava Krajsler 300C, a dok pokazuje osobine vozila, on, Čenova i Elgin postaju žrtve bešnjenja na putu i na njih pucaju nadraženi motoristi.                                              |              |                     |                      |                |                       |